# Ricky Martin (álbum de 1999)
Ricky Martin é o quinto álbum de estúdio e o primeiro em inglês do cantor Ricky Martin. Foi lançado em 11 de maio de 1999 pela Columbia Records. Após o lançamento de quatro álbuns em espanhol e o grande sucesso de seu quarto álbum de estúdio, Vuelve (1998), Martin anunciou a gravação de seu primeiro álbum em inglês. Ele trabalhou com os produtores KC Porter, Robi Rosa e Desmond Child para criá-lo. Musicalmente, consiste em faixas de dance-pop, power ballads, canções pop mid-tempo e de rock. Após o lançamento, Martin embarcou na turnê mundial Livin 'la Vida Loca, que foi a turnê de maior bilheteria de 2000 por um artista latino.
O álbum foi promovido por quatro singles. O single principal "Livin' la Vida Loca" liderou as paradas em mais de 20 países e é considerado o maior sucesso de Martin, além de um dos singles mais vendidos de todos os tempos. Ele liderou a parada Billboard Hot 100 por cinco semanas consecutivas, tornando-se o primeiro single número um de Martin na parada. Os singles seguintes "She's All I Ever Had", "Shake Your Bon-Bon" e "Private Emotion" apareceram no top 10 das paradas de sucesso em diversos países.
As resenhas dos críticos de música foram em maioria favoráveis, eles elogiaram seus vários gêneros e estilos. A revista Paste o classificou como um dos "10 melhores álbuns solo de ex-membros de boy band" em 2020. O álbum foi indicado para Melhor Álbum Pop no 42º Grammy Awards.
Comercialmente, tornou-se um sucessol. Estreou no topo da Billboard 200 dos Estados Unidos com vendas na primeira semana de 661.000 cópias, tornando-se a maior semana de vendas de qualquer álbum em 1999 e quebrando o recorde como a maior venda na primeira semana de qualquer artista pop ou latino da história. Além disso, fez de Martin o primeiro ato masculino latino da história a estrear em primeiro lugar na parada. Também liderou as paradas na Austrália, Canadá e Espanha, entre outros. Recebeu várias certificações, incluindo 7 × platina nos Estados Unidos e diamante no Canadá. Em apenas três meses, tornou-se o álbum mais vendido de um artista latino. É geralmente visto como o álbum que deu início à "explosão latina" e abriu caminho para um grande número de outros artistas latinos, como Jennifer Lopez, Shakira, Christina Aguilera, Marc Anthony, Santana e Enrique Iglesias.

## Antecedentes e gravação

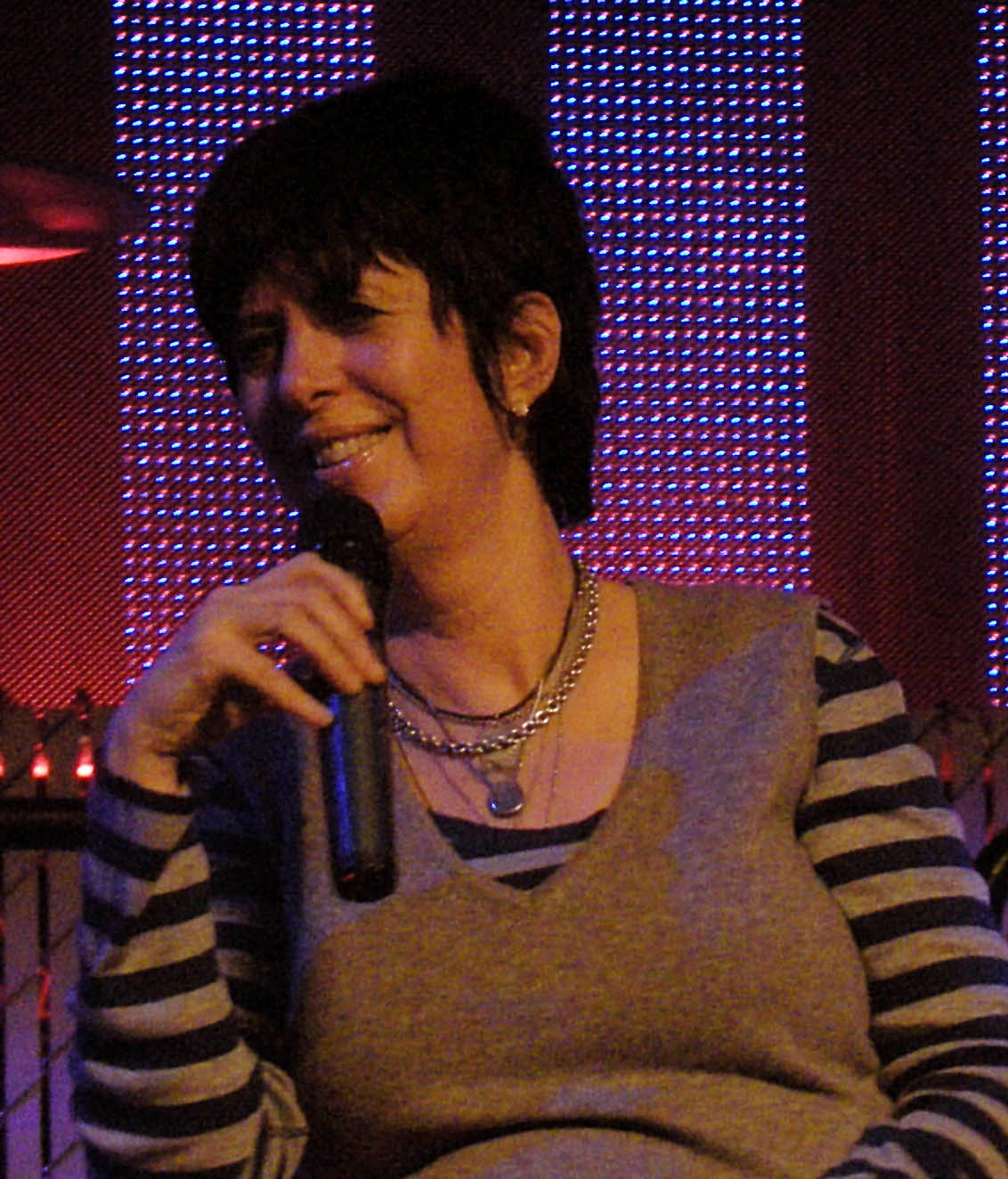
Diane Warren (foto) escreveu duas canções para o álbum.

Em 1998, Ricky Martin lançou seu quarto álbum de estúdio, Vuelve. O álbum teve sucesso comercial e de crítica, passando 26 semanas no topo da parada de álbuns latinos da revista Billboard, dos Estados Unidos. "La Copa de la Vida" foi lançada como o segundo single do álbum e se tornou a música oficial da Copa do Mundo FIFA de 1998 na França. Liderou as paradas em mais de 30 países, e Martin o apresentou no 41º Grammy Awards, e foi recebido com uma grande ovação de pé e aclamação da crítica musical. Em 22 de outubro de 1998, a CNN confirmou que Martin havia começado a trabalhar em seu primeiro álbum em inglês, após o enorme sucesso de Vuelve. Em 6 de março de 1999, quase duas semanas após sua apresentação no Grammy, foi anunciado que o álbum estava programado para ser lançado em maio. Embora ainda não tivesse título na época, a musicista americana Diane Warren revelou que contribuiu com duas canções, que foi produzido por KC Porter, Robi Rosa e Desmond Child. Durante uma entrevista ao Orlando Sentinel, Martin disse ao jornal que este álbum tem influências da música asiática: Passei metade do ano na Ásia no ano passado e, ao mesmo tempo, estava gravando meu álbum. Voltei ao estúdio e contei a eles como fui afetado por esses belos sons.
Em 24 de abril de 1999, a Billboard revelou o título do álbum como homônimo em um artigo, mencionando que foi inicialmente definido para o varejo em 25 de maio de 1999. No entanto, o grande interesse no disco encorajou a Columbia Records a decidir apressar o lançamento em duas semanas antes do previsto, em 11 de maio. Tom Corson, vice-presidente sênior de marketing da Columbia, explicou: "Simplesmente, o mercado exigiu. As pessoas estão querendo esse disco há algum tempo e agora chegou ao ponto em que precisamos lançá-lo imediatamente." Tim Devin, gerente geral da Tower Records em Nova York, acrescentou sobre Martin: "Ele sempre foi um dos nossos artistas latinos mais fortes, mas o interesse por ele aumentou consideravelmente desde aquela apresentação." Em entrevista à MTV, Martin disse ao canal sobre o título do álbum: "Não posso usar máscara para subir no palco. Essas são minhas influências. Este é Ricky Martin. É por isso que o álbum se chama Ricky Martin. Tão simples quanto isso. Queremos mantê-lo simples. Como disse Einstein, 'Vamos torná-lo simples, mas não mais simples do que é.' E este sou eu."

## Letra e música
Ricky Martin é um álbum majoritariamente em inglês composto por 14 canções, incluindo faixas dance-pop, power ballads, canções pop mid-tempo e números de rock. Ed Morales, do Democrat and Chronicle, afirmou que o álbum "vai do ska e rock 'n' roll ao pop latino". "Livin' la Vida Loca" é uma música pop de ritmo acelerado que apresenta ritmos de percussão latina e riffs de sopro misturados com riffs de guitarra inspirados no surf rock. Tem influências da fusão salsa-rock, e é sobre uma mulher selvagem irresistível, particularmente sinistra que vive no limite, seduzindo outros em seu mundo louco. O álbum também contém uma versão em espanhol de "Livin' la Vida Loca", que foi gravada com o mesmo título.
Em "Spanish Eyes", Martin refere-se a sensualidade, tango e dança sobre descarga de salsa e batidas aceleradas. A balada "She's All I Ever Had" usa uma guitarra indiana e, liricamente, é a história de um homem com saudades de sua mulher, enquanto continua a viver e respirar por ela. Também tem uma versão em espanhol intitulada "Bella". Martin dedicou a faixa a sua avó, que morreu um ano antes. "Shake Your Bon-Bon" é uma faixa de festa de salsa e apresenta uma mistura de pop, R&B, riffs do Oriente Médio e trompas latinas, bem como uma fusão de percussão latina com órgão retrô. Um dueto downtempo baseado em guitarra espanglesa junto com Madonna, intitulado "Be Careful (Cuidado con mi corazón)" mistura elementos acústicos e eletrônicos.
"I Am Made of You" é uma balada "do tipo metal" e usa guitarra elétrica e bateria que criam um tema de "nostalgia e rock", enquanto "Love You for a Day" é uma faixa de funk latino de "alta energia". apresentando elementos latinos, como descargas longas, tumbaos de piano, percussão latina e trompas. A balada "Private Emotion", que conta com a participação especial da cantora sueca Meja, é uma versão cover de uma música com o mesmo título dos Hooters para seu quinto álbum de estúdio Out of Body (1993). "You Stay With Me" é uma balada lenta com letras "de partir o coração", e "I Count the Minutes" é uma homenagem aos anos 1980. Ricky Martin também apresenta as versões de edição de rádio em espanglês de "La Copa de la Vida" e "María", que foram lançadas como singles nos álbuns anteriores de Martin. Esta versão de "María" é remixada pelo DJ porto-riquenho Pablo Flores, que aumentou o ritmo e o apelo sexual da música, transformando a faixa lenta de flamenco em um samba acelerado em uma linha de baixo house. "La Copa de la Vida" é uma canção pop latina enraizada no samba, e apresenta elementos de batucada, salsa, dance, mambo e Europop. Ao longo da música, Martin carrega uma mensagem "pesada no futebol" com letras totalmente positivas.

## Singles
A Columbia Records lançou "Livin' la Vida Loca" nas estações de rádio em 23 de março de 1999, como o primeiro single do álbum. A canção liderou as paradas em mais de 20 países e é considerada o maior sucesso de Martin, e um dos singles mais vendidos de todos os tempos. Nos Estados Unidos, liderou a parada Billboard Hot 100 por cinco semanas consecutivas, tornando-se o primeiro single número um de Martin na parada. Além disso, quebrou vários recordes nas paradas da Billboard. Ele também passou oito semanas consecutivas no topo da parada de singles do Canadá e liderou a parada de fim de ano do país. No Reino Unido, estreou como número um e lá permaneceu por três semanas, fazendo de Martin o primeiro artista porto-riquenho da história a atingir tal feito. A faixa foi classificada como a melhor música pop dos anos 90 pela revista Elle, e foi listada entre as melhores canções latinas de todos os tempos pela Billboard. Foi indicada para quatro categorias no 42º Grammy Awards, incluindo Gravação do Ano e Canção do Ano. Sua versão em espanhol alcançou o topo da parada Hot Latin Tracks da Billboard nos Estados Unidos, e foi indicada para Gravação do Ano no Grammy Latino de 2000.
"She's All I Ever Had" foi lançado como o segundo single, em 15 de junho de 1999. Ele alcançou o número dois e três nas paradas americanas Billboard Hot 100 e Canada Top Singles, respectivamente. A versão em espanhol, "Bella" liderou as paradas na Costa Rica, El Salvador, Guatemala, México, e Panamá, bem como na parada Hot Latin Tracks da Billboard. Também alcançou a posição número dois em Honduras, Nicarágua, e Porto Rico. O terceiro single de Ricky Martin, "Shake Your Bon-Bon" foi lançado em 12 de outubro de 1999; alcançou o top 10 no Canadá, Finlândia, e Nova Zelândia, além do top 15 na Espanha, Escócia, e Reino Unido. Nos Estados Unidos, alcançou a posição 22 no Hot 100. O single final do álbum, "Private Emotion", foi lançado em 8 de fevereiro de 2000. Alcançou o primeiro lugar na República Tcheca, e foi um dos 10 maiores sucessos na Finlândia, Noruega, Escócia, Suécia, Suíça, e Reino Unido. Videoclipes foram filmados para as versões em inglês e espanhol de "Livin 'la Vida Loca", "She's All I Ever Had", "Bella", "Shake Your Bon-Bon" e "Private Emotion".

## Marketing

### Lançamento
Ricky Martin foi lançado mundialmente pela Columbia Records em 11 de maio de 1999. A edição europeia inclui a versão em espanhol de "Spanish Eyes", intitulada "La Diosa Del Carnaval", bem como uma nova faixa "I'm On My Way", enquanto as versões de edição de rádio em espanglês de "La Copa de la Vida" e "María" não são apresentadas. Esta lista de faixas também foi usada para as edições africana, asiática e latino-americana. A edição chinesa contém "La Copa de la Vida" e "María", além da lista de faixas asiática padrão. O lançamento espanhol usa a mesma lista de faixas da europeia, mas "Por Arriba, Por Abajo" do álbum anterior de Martin, Vuelve, também foi adicionado como uma faixa oculta. De acordo com o The Wall Street Journal, Martin sucedeu Leonardo DiCaprio como "o atual rei dos galãs" ao se tornar a celebridade masculina mais popular no site de compras americano eBay em 1999, após o lançamento do álbum. Muitos produtos e itens de Martin estavam à venda na época, como seus pôsteres, autógrafos, latas de Pepsi, relógios de parede, bonecas de plástico, CDs autografados de Ricky Martin e partituras "Livin' la Vida Loca".

### Performances ao vivo

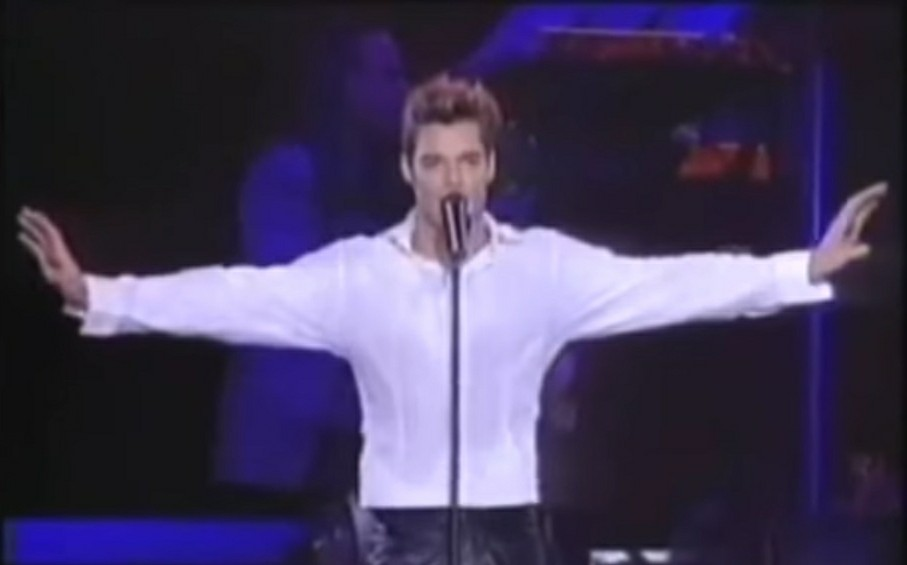
Martin performando "Spanish Eyes" na turnê mundial Livin' la Vida Loca

Para promover ainda mais Ricky Martin, ele embarcou na turnê mundial Livin' la Vida Loca. A turnê começou em 21 de outubro de 1999, no Miami Arena em Miami, na Flórida, e terminou em 25 de outubro de 2000, no Colonial Stadium em Melbourne, com shows em toda a América do Norte, Europa, Oceania, e Ásia. Nos Estados Unidos, foi a turnê de maior bilheteria de um artista latino em 2000, arrecadando mais de $ 36,3 milhões com 44 datas e atraindo 617.488 fãs. De acordo com a Billboard Boxscore, a turnê arrecadou $ 51,3 milhões no Canadá, México e Estados Unidos, com 60 shows e atraiu um público de 875.151. As datas internacionais não foram informadas ao Boxscore e aumentaram as receitas da turnê. Além de sua turnê, Martin apresentou singles de Ricky Martin em muitos programas de televisão e premiações. Ele cantou "Livin' la Vida Loca" no World Music Awards de 1999, no Blockbuster Entertainment Awards de 1999, no Saturday Night Live, no The Rosie O'Donnell Show, The Tonight Show with Jay Leno, e Bingolotto TV Show. No MTV Video Music Awards de 1999, ele cantou "She's All I Ever Had" e "Livin' la Vida Loca", acompanhado por um grupo de mulheres impressionantes, vestidas com glitter. Para promover o material do álbum no Reino Unido, Martin fez apresentações de "Livin 'la Vida Loca" e "Shake Your Bon-Bon" no Top of the Pops da BBC em 6 de agosto de 1999 e 19 de novembro de 1999, respectivamente.

## Recepção crítica
| Críticas profissionais           | Críticas profissionais |
| Avaliações da crítica            | Avaliações da crítica  |
| Fonte                            | Avaliação              |
| -------------------------------- | ---------------------- |
| AllMusic                         | [ 15 ]                 |
| The Atlanta Journal-Constitution | B                      |
| Billboard                        | [ 110 ] [ 111 ]        |
| Daily News                       | B                      |
| The Indianapolis Star            | [ 113 ]                |
| The News Journal                 | [ 114 ]                |
| Orlando Sentinel                 | [ 115 ]                |
| Rolling Stone                    | [ 116 ]                |
| Spin                             | 7/10                   |
| The Times                        | [ 118 ]                |

Ricky Martin recebeu resenhas favoráveis dos críticos de música. Em uma resenha de retrospectiva para o site AllMusic, Stephen Thomas Erlewine o avaliou com quatro de cinco estrelas e disse que, apesar de faixas feitas apenas para enchimento e produção desatualizada, suas canções são bem equilibradas entre vários gêneros e estilos em "um álbum grande e ousado com algo para agradar a todos, desde seus fãs latinos de longa data até donas de casa com uma queda por baladas dramáticas". Ele observou que todas as faixas foram construídas cuidadosamente e elogiou a "bela voz e inegável carisma" de Martin, que torna todas as faixas "vivas", e o chamou de "uma verdadeira estrela". James Hunter, da revista Rolling Stone, sentiu que falta a emoção do álbum Vuelve, de 1998, por causa de alguns de seus remixes e canções escritas por Warren. No entanto, ele disse que a visão de Martin sobre o pop latino é bastante interessante por destaques como "Livin' la Vida Loca", "Shake Your Bon-Bon" e a "balada perfeitamente construída" cantada com Madonna.
A crítica do News Journal, Jena Montgomery, elogiou Ricky Martin por alternar entre "melodias contagiantes" e "baladas sombrias e sedutoras", afirmando que suas "melodias pop animadas, sem dúvida, chamarão sua atenção e permanecerão em sua cabeça" e as baladas "são surpreendentemente bem-escritas e executadas". Ela acrescentou que Martin "canta com tanta paixão e ternura" que "mantém você esperando, implorando por mais". Steve Dollar do jornal The Atlanta Journal-Constitution o descreveu como "chocantemente irresistível", e Jim Farber do jornal Daily News achou que é "certamente uma melhoria em relação aos quatro discos espanhóis de Martin", lançados previamente. A crítica do jornal Indianapolis Star, Diana Penner, avaliou com três estrelas de quatro, descrevendo suas melodias pop como "melódicas e eminentemente audíveis". Ela também destacou "Livin' la Vida Loca", confessando que não conhece nenhuma "melodia mais cativante e alegre" do que essa. Outro crítico  do The Indianapolis Star elogiou Martin por misturar bem os estilos do pop ao funk, e observou que os ritmos latinos das faixas do álbum fazem "Martin se destacar automaticamente do resto dos" artistas populares masculinos".
A equipe da revista The Times garantiu que Martin seria um "nome familiar" antes do final do verão e descreveu o projeto como "pop cafona, alegre e de apelo em massa". A equipe também chamou o dueto com Madonna de "excelente" e celebrou o canto "sincero" de Martin com Meja. Em uma resenha de retrospectiva para a Billboard, Leila Cobo o descreveu como "um álbum que vai de faixas dançantes cheias de percussão" a "baladas suaves e descaradamente românticas". Ela classificou "Livin 'la Vida Loca" como a melhor faixa e elogiou a maioria das outras faixas, nomeando "Private Emotion" a "jóia subestimada" do álbum e chamando-a de "bela balada". Ela notou "melodias imediatamente sussurráveis, traços de nostalgia e rock" em "I Am Made of You", rotulando a faixa de "uma beleza". Em outro artigo, ela descreveu Ricky Martin como deslumbrante. Coincidindo com o 20º aniversário do álbum, Celia San Miguel da Tidal Magazine fez críticas positivas, destacando "Livin 'la Vida Loca" por sua "fusão inteligente de sons ska, rock, mambo, swing e pop" e "She's All I Ever Had" pelo "carismático galã e seus vocais apaixonados e emotivos". Ela afirmou que "em 1999, o poder de estrela de Martin tornou-se inegável". Em 2020, Daniella Boik da revista Paste o considerou como o álbum mais influente de Martin desde o início de sua carreira solo.

## Prêmios
Em 2019, o site Stacker o classificou como o 18º melhor álbum de um músico LGBTQ. Em 2020, a revista Paste classificou-o em oitavo lugar na lista dos "Melhores Álbuns Solo de Ex-Membros de Boy Band". O álbum recebeu vários prêmios e indicações. Foi nomeado para Melhor Álbum Pop no 42º Grammy Awards, mas perdeu para Brand New Day de Sting.
| Organization                     | Year | Award                                    | Result   | Ref.    |
| -------------------------------- | ---- | ---------------------------------------- | -------- | ------- |
| Popcorn Music Awards             | 1999 | Best Foreign Album                       | Venceu   | [ 125 ] |
| Premios Globo                    | 1999 | Best Pop/Ballad Album                    | Venceu   | [ 126 ] |
| ACE Awards                       | 2000 | Male Album of the Year                   | Venceu   | [ 127 ] |
| Blockbuster Entertainment Awards | 2000 | Favorite CD                              | Indicado | [ 128 ] |
| Blockbuster Entertainment Awards | 2000 | Favorite Male Artist, Pop                | Venceu   | [ 129 ] |
| Gardel Awards                    | 2000 | Best Male Album                          | Indicado | [ 130 ] |
| Grammy Awards                    | 2000 | Best Pop Album                           | Indicado | [ 54 ]  |
| Japan Gold Disc Award            | 2000 | Pop Album of the Year, International     | Venceu   | [ 131 ] |
| Juno Awards                      | 2000 | Best Selling Album (Foreign or Domestic) | Indicado | [ 132 ] |
| Premio Lo Nuestro                | 2000 | Pop Album of the Year                    | Indicado | [ 133 ] |

## Desempenho comercial
Ricky Martin estreou no topo da Billboard 200 dos EUA com vendas na primeira semana de 661.000 cópias, de acordo com dados compilados pela Nielsen SoundScan para a parada de 29 de maio de 1999. Tornou-se a maior semana de vendas de qualquer álbum em 1999, superando I Am... do cantor Nas, que vendeu 471.000 cópias em sua primeira semana. Também quebrou o recorde de maior venda na primeira semana de qualquer artista pop ou latino da história, bem como para qualquer artista da Columbia Records durante a era SoundScan. Com este álbum, Martin se tornou o primeiro ato latino masculino na história a estrear no número um na parada Billboard 200 dos EUA. Além disso, ele se tornou o primeiro artista a alcançar simultaneamente o topo da Billboard 200, Hot Latin Tracks, Hot Dance Music/Club Play, Hot Dance Music/Maxi-Singles Sales, Top 40 Tracks e Billboard Hot 100. Na semana seguinte, o álbum vendeu 471.000 cópias, enquanto Millennium dos Backstreet Boys estreou como número um com vendas na primeira semana de 1,13 milhão de cópias, quebrando o recorde de Martin como a maior semana de vendas de um álbum em 1999.
Ricky Martin vendeu um total de seis milhões de cópias nos Estados Unidos em 1999 e foi o terceiro álbum mais vendido do ano no país, atrás apenas de Millennium, e ...Baby One More Time de Britney Spears. Em janeiro de 2000, Ricky Martin foi certificado 7 × platina pela Recording Industry Association of America (RIAA), denotando vendas de mais de sete milhões de cópias nos Estados Unidos e quebrando o recorde como o álbum mais vendido de um artista latino no país. Em janeiro de 2011, o álbum tinha vendido mais de 6.958.000 cópias no país, de acordo com a Nielsen SoundScan, com um adicional de 987.000 vendidas no BMG Music Clubs, tornando-se o álbum mais vendido de Martin nos Estados Unidos. O Nielsen SoundScan não conta as cópias vendidas por meio de clubes como o BMG Music Service, que foram significativamente populares na década de 1990.
O álbum estreou em número um na Austrália, na edição das paradas datada de 23 de maio de 1999. Posteriormente, foi certificado como platina tripla pela Australian Recording Industry Association (ARIA), denotando vendas de mais de 210.000 cópias no país. No Canadá, alcançou o primeiro lugar na parada dos 100 melhores CDs da revista RPM e na parada de álbuns canadenses da Billboard, e foi certificado como diamante pela Canadian Recording Industry Association (CRIA), denotando vendas de mais de um milhão de unidades na região. O álbum também alcançou o primeiro lugar na Espanha, onde foi certificado como platina tripla pelos Productores de Música de España (Promusicae), denotando vendas de mais de 300.000 cópias. Além disso, alcançou o primeiro lugar na Europa, Finlândia, Nova Zelândia, e Noruega, bem como os cinco primeiros em muitos países, como Alemanha, Japão, e Reino Unido. No Japão, foi certificado como "Milhão" pela Recording Industry Association of Japan (RIAJ), denotando vendas de mais de um milhão de unidades. Em apenas três meses, tornou-se o álbum mais vendido de um artista latino. De acordo com diferentes fontes, as vendas mundiais são de 15 milhões ou até 17 milhões de cópias.

## Legado e influência
Martin é considerado pela mídia como o "O Verdadeiro Rei do Crossover Latino". Angie Romero, da revista Billboard, escreveu: "Se você procurar 'crossover' no dicionário, deve haver uma foto de Ricky sacudindo seu bon bon e/ou 'Livin' la Vida Loca'." Após sua performance de "Cup of Life" no Grammy, e o sucesso de "Livin' la Vida Loca" e Ricky Martin (1999), ele abriu as portas para muitos artistas latinos como Jennifer Lopez, Shakira, Christina Aguilera, Marc Anthony, Santana e Enrique Iglesias, que lançaram seus álbuns crossover e alcançaram o topo das paradas. Jim Farber, do jornal Daily News, observou que Ricky Martin "fornece um exemplo clássico de como misturar batidas latinas com melodias pop e entonações de rock". Lucas Villa, da revista Spin, escreveu sobre o sucesso global de Martin em 1999: "Quando o mundo ficou louco por Ricky, ele abriu caminho para outras superestrelas da música latina, como o espanhol Enrique Iglesias, a colombiana Shakira e Nuyoricans como Jennifer Lopez e Marc Anthony para deixar suas marcas além as multidões que falam espanhol. O crítico do St. Louis Post-Dispatch, Kevin C. Johnson descreveu Martin como o "garoto-propaganda de rosto bonito" da música latina que está "levando a música a lugares que Jon Secada, Selena e Santana nunca poderiam". Ele também mencionou que mesmo "Gloria Estefan em seu auge, falhou em reunir o tipo de hype e comoção em torno de Martin".
Celia San Miguel, da Tidal Magazine, afirmou que Martin "destacou a sede do público por um tipo diferente de pop" em 1999, observando a "fusão pesada" do álbum e os "ritmos agitados associados à música latina". Ela mencionou que o álbum "gerou o boom da música latina de 1999", enfatizando o fato de que Martin criou a "faísca" da "explosão pop latina", que foi seguida pelos álbuns de 1999, como On the 6 de Lopez, Enrique de Iglesias e o álbum homônimode Marc Anthony. Ela continuou creditando "Martin e os caminhos que ele criou" responsáveis pela música latina e letras em espanhol e espanglês sendo "um fenômeno comum nas rádios de língua inglesa" em 2019. Em sua crítica ao Grammy.com, Ana Monroy Yglesias disse que Martin liderou um "grande momento musical em 1999" com Ricky Martin e, junto com ele, "o primeiro grande boom de artistas de língua espanhola", seguido por artistas como Shakira e Lopez, que logo apareceram na "paisagem pop dos EUA". Geoff Mayfield, da revista Billboard, declarou: "O triunfo de Martin não é apenas uma grande vitória para a música latina ou para a Sony, mas um grande dia para toda a indústria da música."
De acordo com o site Pitchfork, a indústria da música obteve receitas de $ 23,7 bilhões em 1999, tornando-se o ano de pico do negócio na história. Também foi um crescimento significativo em comparação com 1998. O site destacou ...Baby One More Time, Ricky Martin e Millennium como exemplos de "álbuns de grande sucesso" que produziram o resultado. Rob Sheffield, da revista Rolling Stone, descreveu 1999 como "o ano em que a música explodiu", mencionando Spears, Aguilera, Martin, NSYNC e os Backstreet Boys como "uma nova geração de estrelas" que surgiram. Jason Lipshutz da revista Billboard classificou 1999 como "[o] Melhor Ano Musical dos anos 90".

## Lista de faixas
| Ricky Martin — Australiana, Norte americana e do Reino Unido | |                                       |                                             |         |  |
| N.º                                                          | Título                                                                                                 | Compositor(es)                        | Produtor (es)                               | Duração |  |
| 1.                                                           | "Livin' la Vida Loca"                                                                                  | Robi Rosa Desmond Child               | Desmond Child                               | 4:03    |  |
| 2.                                                           | "Spanish Eyes"                                                                                         | Desmond Child Rosa                    | Desmond Child                               | 4:05    |  |
| 3.                                                           | "She's All I Ever Had"                                                                                 | Jon Secada Rosa George Noriega        | George Noriega Jon Secada Walter Afanasieff | 4:55    |  |
| 4.                                                           | "Shake Your Bon-Bon"                                                                                   | Rosa Desmond Child George Noriega     | Noriega                                     | 3:12    |  |
| 5.                                                           | "Be Careful (Cuidado Con Mi Corazón)" (dueto com Madonna)                                              | Madonna William Orbit                 | Orbit Madonna                               | 4:02    |  |
| 6.                                                           | "I Am Made of You"                                                                                     | Desmond Child Rosa                    | Desmond Child                               | 4:39    |  |
| 7.                                                           | "Love You for a Day"                                                                                   | Randall Barlow Rosa Desmond Child     | Barlow                                      | 3:45    |  |
| 8.                                                           | "Private Emotion" (dueto com Meja)                                                                     | Eric Bazilian Robert Hyman            | Desmond Child                               | 4:01    |  |
| 9.                                                           | "The Cup of Life" (Pablo Flores Spanglish Radio Edit) (The Official Song of the World Cup, France '98) | Rosa Luis Gómez Escolar Desmond Child | Desmond Child Rosa                          | 4:37    |  |
| 10.                                                          | "You Stay with Me"                                                                                     | Diane Warren                          | Desmond Child                               | 4:12    |  |
| 11.                                                          | "Livin' la Vida Loca" (Spanish Version)                                                                | Desmond Child Escolar Rosa            | Desmond Child                               | 4:03    |  |
| 12.                                                          | "I Count the Minutes"                                                                                  | Warren                                | Afanasieff                                  | 4:17    |  |
| 13.                                                          | "Bella" (She's All I Ever Had)                                                                         | Escolar Noriega Secada Rosa           | Secada Afanasieff Noriega                   | 4:54    |  |
| 14.                                                          | "María" (Spanglish Radio Edit)                                                                         | Rosa Escolar KC Porter                | Porter Pablo Flores Javier Garza            | 4:31    |  |
| Duração total:                                               | Duração total:                                                                                         | Duração total:                        | Duração total:                              | 59:16   |  |

| Edições asiáticas, europeias e latino americanas |                                         |                                    |                           |         |  |
| N.º                                              | Título                                  | Compositor(es)                     | Produtor(es)              | Duração |  |
| 6.                                               | "Love You for a Day"                    | Barlow Rosa Desmond Child          | Barlow                    | 3:43    |  |
| 7.                                               | "Private Emotion" (Ricky Martin & Meja) | Bazilian Hyman                     | Desmond Child             | 4:01    |  |
| 8.                                               | "I'm on My Way"                         | Child, Rosa, Juan Vicente Zambrano | Zambrano                  | 4:36    |  |
| 9.                                               | "I Am Made of You"                      | Desmond Child Rosa                 | Desmond Child             | 4:32    |  |
| 10.                                              | "La Diosa del Carnaval" (Spanish Eyes)  | Escolar, Child, Rosa               | Child, Rosa               | 3:58    |  |
| 11.                                              | "You Stay With Me"                      | Warren                             | Desmond Child             | 4:14    |  |
| 12.                                              | "Livin' la Vida Loca" (Spanish Version) | Desmond Child Escolar Rosa         | Desmond Child             | 4:03    |  |
| 13.                                              | "Bella" (She's All I Ever Had)          | Escolar Noriega Secada Rosa        | Secada Afanasieff Noriega | 4:55    |  |
| 14.                                              | "I Count the Minutes"                   | Warren                             | Afanasieff                | 4:17    |  |

| Faixa escondida da edição espanhola |                                 |              |         |  |
| N.º                                 | Título                          | Produtor(es) | Duração |  |
| 15.                                 | "Por Arriba, Por Abajo" (Remix) | Porter, Rosa | 4:17    |  |

## Tabelas
| Tabela musical (1999-2000)            | Melhor posição |
| ------------------------------------- | -------------- |
| Austrália (ARIA)                      | 1              |
| Áustria (Ö3 Austria Top 40)           | 3              |
| Bélgica (Ultratop Flandres)           | 16             |
| Bélgica (Ultratop Valônia)            | 21             |
| Canadá (Billboard)                    | 1              |
| Danish Albums (Hitlisten)             | 5              |
| Países Baixos (Dutch Charts)          | 18             |
| European Albums (Top 100)             | 1              |
| Finlândia (Suomen virallinen lista)   | 1              |
| França (SNEP)                         | 21             |
| Alemanha (Offizielle Deutsche Charts) | 2              |
| Hungria (MAHASZ)                      | 3              |
| Irish Albums (IRMA)                   | 5              |
| Italian Albums (FIMI)                 | 5              |
| Japanese Albums (Oricon)              | 5              |
| Nova Zelândia (RMNZ)                  | 1              |
| Noruega (VG-lista)                    | 1              |
| Portuguese Albums (AFP)               | 10             |
| Escócia (Official Scottish Albums)    | 9              |
| Spanish Albums (PROMUSICAE)           | 1              |
| Suécia (Sverigetopplistan)            | 3              |
| Suíça (Schweizer Hitparade)           | 2              |
| Reino Unido (Official Albums Chart)   | 2              |
| Estados Unidos (Billboard 200)        | 1              |

| Tabela musical (1999)                            | Posição |
| ------------------------------------------------ | ------- |
| Australian Albums (ARIA)                         | 6       |
| Austrian Albums (Ö3 Austria)                     | 17      |
| Belgian Albums (Ultratop Flanders)               | 73      |
| Belgian Albums (Ultratop Wallonia)               | 71      |
| Canada Top Albums/CDs (RPM)                      | 4       |
| Danish Albums (Hitlisten)                        | 44      |
| Dutch Albums (MegaCharts)                        | 56      |
| German Albums (Offizielle Top 100)               | 25      |
| Japanese Albums (Oricon)                         | 39      |
| New Zealand (Recorded Music NZ)                  | 2       |
| Norwegian End of School Period Albums (VG-lista) | 1       |
| Spanish Albums (PROMUSICAE)                      | 13      |
| Swiss Albums (Schweizer Hitparade)               | 14      |
| UK Albums (OCC)                                  | 35      |
| US Billboard 200                                 | 5       |

| Tabela musical (2000)                            | Posição |
| ------------------------------------------------ | ------- |
| Australian Albums (ARIA)                         | 72      |
| Canadian Albums (Nielsen SoundScan)              | 68      |
| Danish Albums (Hitlisten)                        | 66      |
| Finnish Foreign Albums (Suomen virallinen lista) | 41      |
| German Albums (Offizielle Top 100)               | 84      |
| New Zealand (Recorded Music NZ)                  | 46      |
| South Korean International Albums (MIAK)         | 4       |
| US Billboard 200                                 | 42      |

| Chart (1990-1999) | Position |
| ----------------- | -------- |
| US Billboard 200) | 48       |

## Certificações e vendas
| Região                                                                                             | Certificação | Vendas     |
| -------------------------------------------------------------------------------------------------- | ------------ | ---------- |
| Alemanha (BVMI)                                                                                    | Ouro         | 250,000^   |
| Argentina (CAPIF)                                                                                  | 3× Platina   | 60,000^    |
| Austrália (ARIA)                                                                                   | 3× Platina   | 210,000^   |
| Áustria (IFPI Áustria)                                                                             | Ouro         | 25,000*    |
| Brasil (Pro-Música Brasil)                                                                         | Ouro         | 100,000*   |
| Canadá (Music Canada)                                                                              | Diamante     | 1,000,000^ |
| Coreia do Sul (Gaon)                                                                               | —            | 260,220    |
| Dinamarca (IFPI Dinamarca)                                                                         | —            | 18,315     |
| Estados Unidos (RIAA)                                                                              | 7× Platina   | 7,945,000  |
| Espanha (PROMUSICAE)                                                                               | 3× Platina   | 300,000^   |
| Filipinas (PARI)                                                                                   | Ouro         | 20,000     |
| Finlândia (IFPI Finlândia)                                                                         | Diamante     | 39,664     |
| França (SNEP)                                                                                      | Ouro         | 100,000*   |
| Itália (FIMI)                                                                                      | —            | 270,000    |
| Japão (RIAJ)                                                                                       | Milhão       | 1,000,000^ |
| México (AMPROFON)                                                                                  | Platina+Ouro | 225,000^   |
| Países Baixos (NVPI)                                                                               | Platina      | 100,000^   |
| Nova Zelândia (RMNZ)                                                                               | 8× Platina   | 120,000^   |
| Noruega (IFPI Noruega)                                                                             | Platina      | 50,000*    |
| Polônia (ZPAV)                                                                                     | Platina      | 100,000*   |
| Suécia (GLF)                                                                                       | Platina      | 80,000^    |
| Suíça (IFPI Suíça)                                                                                 | Platina      | 50,000^    |
| Reino Unido (BPI)                                                                                  | Platina      | 475,000    |
| Resumos                                                                                            |              |            |
| Europa (IFPI)                                                                                      | 2× Platina   | 2,000,000* |
| Mundo                                                                                              | —            | 15,000,000 |
| *números de vendas baseados somente na certificação ^distribuições baseadas apenas na certificação |              |            |